# Felimida britoi
Doris de Brito
Espèce
Le Doris de Brito, Felimida britoi, est une espèce de nudibranche de la famille des chromodorididés.

## Description
Ce nudibranche d'une taille allant de 5 à 20 millimètres, possède un manteau bleu à violet, en passant par le mauve. Trois bandes traversent son corps: une centrale, blanche et jaune et deux latérales jaunes plus ou moins bien définies. Les rhinophores, annelés, sont bleus avec une ligne blanche verticale postérieure. Le panache branchial est mauve translucide et le pied, petit, est bleu avec une pointe blanche. Cet animal, usuellement en longueur peut rétracter son corps pour lui faire prendre une forme ovale.

## Répartition
Il vit en mer Méditerranée ou dans l'Atlantique Est proche (Açores, Îles Canaries), de 5 à 30 mètres de profondeur.

## Systématique
Le protonyme de cette espèce est Chromodoris britoi Ortea & Perez 1983. En 2012, l'espèce est déplacée dans le genre Felimida.

## Biologie
Son alimentation est composée d’éponges.[réf. souhaitée]

## Étymologie
britoi est un hommage au professeur d'océanologie biologique Alberto Brito.

## Espèces similaires
Parmi les Chromodoris:
- C. krohni (Vérany, 1846)
- C. luteopunctata (Gantès, 1962)
- C. luteorosea (Von Rapp, 1827)
- C. purpurea (Risso in Guérin, 1831)

Parmi les Hypselodoris:
- H. cantabrica
- H. fontandraui
- H. gasconi
- H. malacitana
- H. orsinii
- H. tricolor
- H. villafranca